# Apechthis compunctor
Apechthis compunctor là một loài tò vò trong họ Ichneumonidae.